# Signal de Botrange
Signal de Botrange je nejvyšší bod Belgie. Leží na východě země blízko hranic s Německem v oblasti Hautes Fagnes, která je součástí masivu Arden. Z hlediska administrativního členění se nachází na území obce Waimes v provincii Lutych ve Valonském regionu. Signal de Botrange má nadmořskou výšku 694 m. Roku 1923 na něm byl postaven 6 m vysoký umělý pahorek, aby bylo možno vystoupit až do výšky 700 m n. m. Je pojmenovaný po vojenském důstojníkovi Hermanu Baltiovi. Roku 1934 byla na vrcholu postavena kamenná věž, která dosahuje do výšky 718 m n. m.
Signal de Botrange se stal nejvyšším bodem Belgie roku 1919, kdy byly k Belgii připojeny Východní kantony (oblast Německojazyčného společenství Belgie).
Do té doby byl nejvyšším vrcholem země Baraque Michel s nadmořskou výškou 674 m.
V zimě na Signal de Botrange vede několik běžkařských tras.

## Fotografie

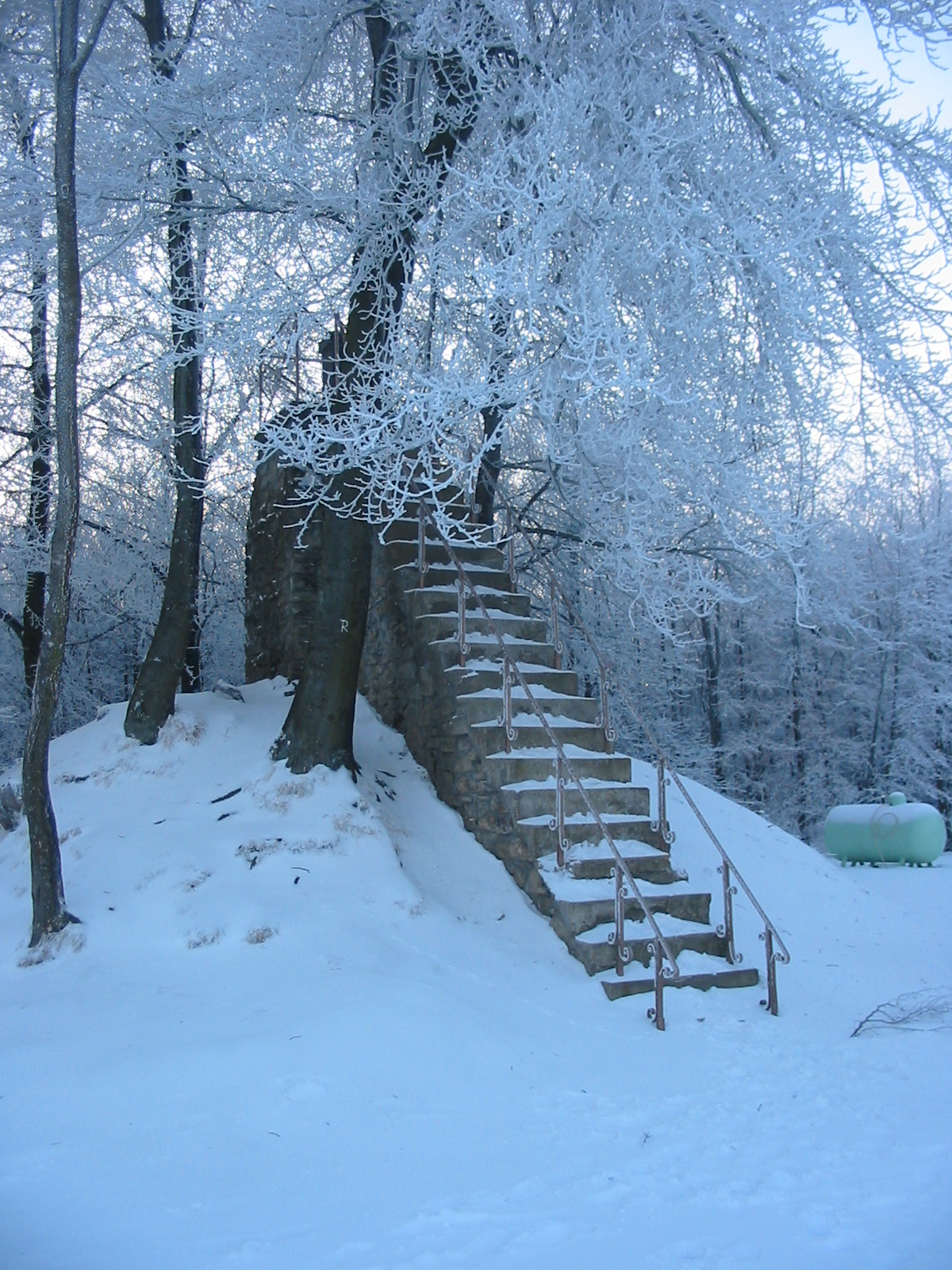
Umělý pahorek z roku 1923

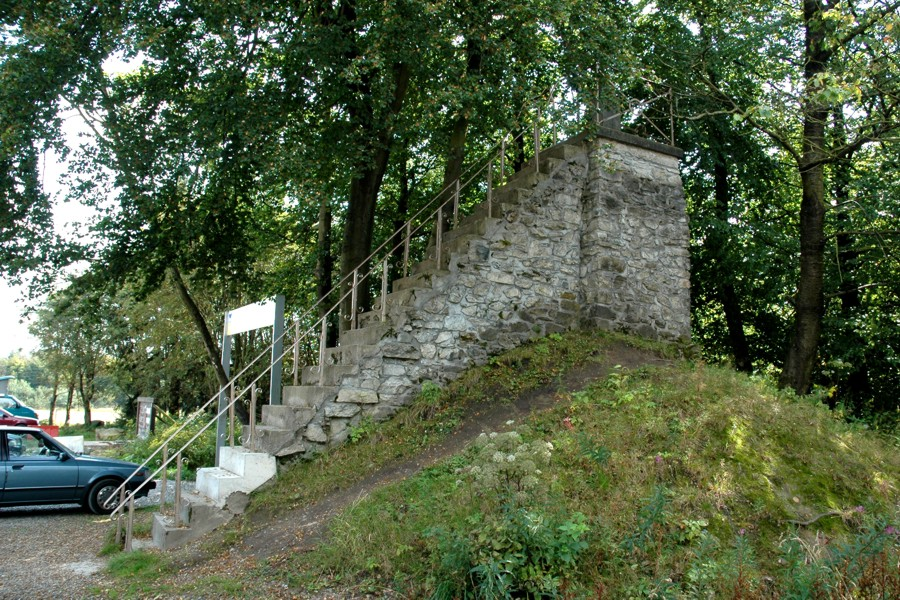
Šestimetrový umělý pahorek z boku

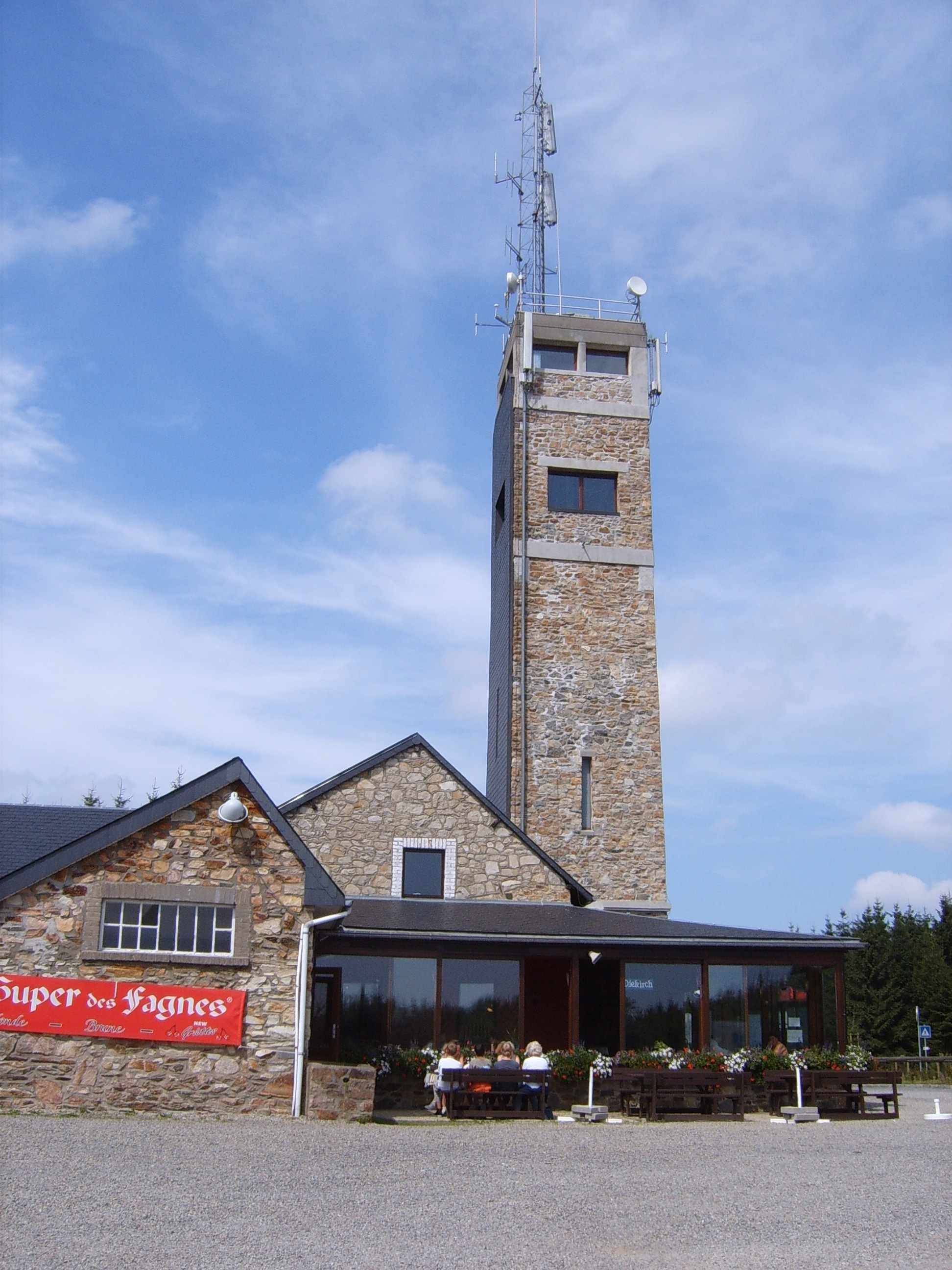
Kamenná věž z roku 1934